# Ovtrup Sogn (Varde Kommune)

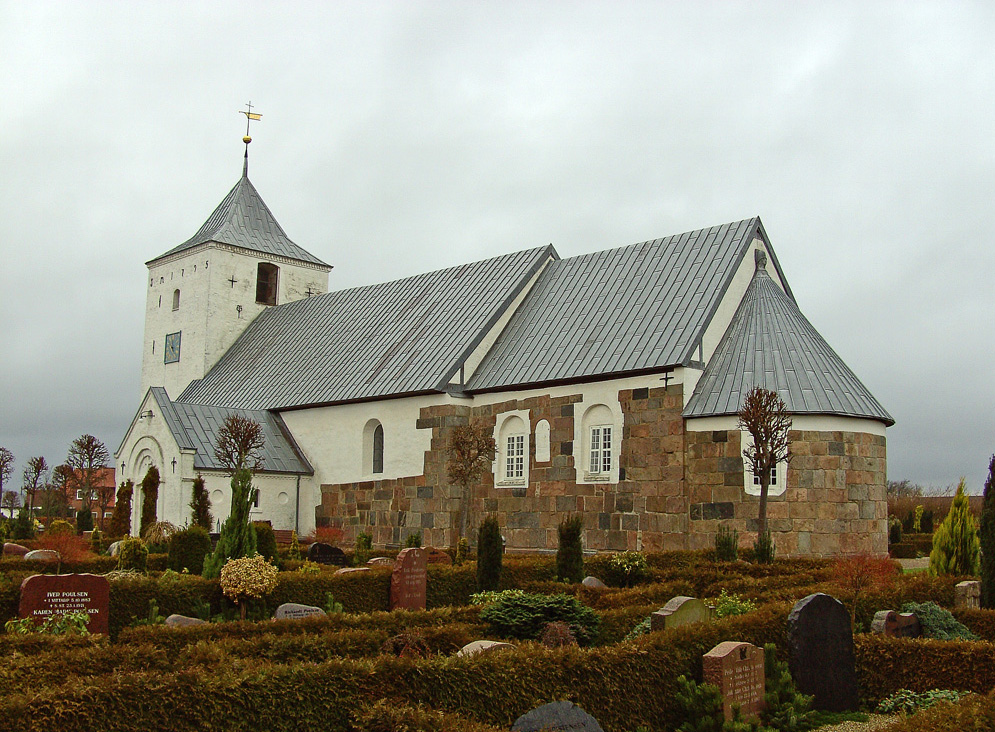
Outrup Kirke

Ovtrup Sogn oder Outrup Sogn ist eine Kirchspielsgemeinde (dän.: Sogn) im südlichen Dänemark. Bis 1970 gehörte sie zur Harde Vester Horne Herred im damaligen Ribe Amt, danach zur Blaabjerg Kommune im erweiterten Ribe Amt, die im Zuge der  Kommunalreform zum 1. Januar 2007 in der „neuen“  Varde Kommune in der Region Syddanmark aufgegangen ist.
Im Kirchspiel leben 1621 Einwohner (Stand:1. Januar 2023). Im Kirchspiel liegt die Kirche „Ovtrup Kirke“.
Nachbargemeinden sind im Norden Nørre Nebel Sogn, im Osten Lunde Sogn, im Süden Varde Sogn und Janderup Sogn, im Südwesten Aal Sogn und im Westen Henne Sogn.